# Georg Hopf (Journalist)
Georg Alwin Hopf (* 18. November 1939 in Hamburg; † 28. April 1985 ebenda) war ein deutscher Journalist und Fernsehmoderator.

## Leben
Zunächst arbeitete Georg Hopf bei den Hamburger Wasserwerken. Ab 1975 war er Sprecher der Nachrichtensendung Tagesschau in der ARD. Seine Moderation führte er bis zu seinem Tod aus.
Ab 1978 präsentierte er außerdem die Sendung Berichte vom Tage im NDR. 
Hopf starb im Jahre 1985 an Magen- und Darmkrebs.